# Колонія Оранжевої Річки
Колонія Оранжевої Річки — колишня британська колонія створена після окупації терену (1900), а потім приєднання (1902) незалежної Оранжевої Вільної держави під час Другої англо-бурської війни.
Під час другої англо-бурської війни британські війська вступили на терен Оранжевої вільної держави і зайняли столицю Блумфонтейн 13 березня 1900. П'ять місяців по тому, 6 жовтня 1900 уряд Великої Британії заявила офіційно про анексію терену Оранжевої Вільної держави, попри те, що англійці ще не зайняли повністю терен держави, не перемігши війська Вільної держави.
Уряд Оранжевої Вільної держави переїхав в Крунштадт і перебував там до кінця війни. З точки зору Оранжевої Вільної держави, незалежність була втрачена лише з ратифікацією Ферінігінзького договору 31 травня 1902.
Тому існує неоднозначне бачення конституційної ситуації між 6 жовтня 1900 і 31 травня 1902 року, з двома конституційними органами та урядами двох країн.
У 1910 році була включена до складу Південно-Африканського Союзу, як провінція Оранжева вільна держава. Провінція продовжувала існувати до 1994, коли була утворена Вільна держава.